# Hudson Jet
Der Hudson Jet war ein PKW der Mittelklasse, der von der Hudson Motor Car Co. in Detroit, Michigan, in den Modelljahren 1953 und 1954 hergestellt wurde. Der Jet war Hudsons Antwort auf den populären Nash Rambler. Hudson – ausgestattet mit nur geringen Finanzreserven – entschloss sich, einen Kompaktwagen zu entwickeln, anstatt seine große Baureihe zu überarbeiten. Jedoch konnte der Jet bei Weitem nicht so viele Käufer gewinnen wie der Rambler, und so musste Hudson mit Nash-Kelvinator fusionieren, um die Verluste durch ihr Jet-Projekt und die sinkende Nachfrage nach der großen Baureihe zu kompensieren.

## Marktsituation
Anfang der 1950er Jahre hatten es die noch verbliebenen kleineren Automobilhersteller in den USA schwer. Der Markt wurde von den "Großen Drei" (Big Three) General Motors, Ford und Chrysler beherrscht. Diese produzierten die großen Stückzahlen und diktierten die Preise, mit denen die kleineren Hersteller schon wegen ihrer geringeren Stückzahlen nicht mithalten konnten. Verzweifelt suchten die kleineren Hersteller nach Marktlücken, wo sie nicht direkt mit den Großen konkurrieren mussten.
Eine dieser Marktlücken waren die Kompaktwagen, da die großen Hersteller damals, in einer Zeit des billigen und reichlichen Benzins, einseitig auf große Autos setzten. Zwar hatten sie auch den Bau kleinerer Autos erwogen, doch zeigten ihre Berechnungen, dass sich das nicht lohnte und es sinnvoller war, die großen Wagen in möglichst großen Stückzahlen zu bauen und möglichst preisgünstig anzubieten.
Hudson war nicht der einzige Hersteller, der sich mit Kompaktwagen versuchte. Außer dem Hudson Jet gab es damals auch die Modelle
- Nash Rambler
- Willys Aero und
- Kaiser Henry J,

die in diesem schmalen Segment konkurrierten. Das einzige erfolgreiche Modell war der Nash Rambler; der Hudson war es nicht.

## Entwicklungsvorgaben
Von Anfang an wurde das Projekt durch Hudsons Vorstandsvorsitzenden, A. E. Barit, behindert, der forderte, dass der kompakte Jet alle Annehmlichkeiten eines großen Wagens bieten sollte. Während die Designer sich bemühten, ein Auto zu formen, das niedriger, breiter und schlanker als ein Kompaktwagen war, verzichtete Barit nicht auf seine Forderungen nach hoher Sitzposition, einem hohen Passagierraum und einem Dach, das den Insassen ermöglichte, während der Fahrt den Hut aufzubehalten. Barit beschloss ebenfalls, dass der Jet von hinten dem Oldsmobile dieser Zeit mit hochaufragenden hinteren Kotflügeln und kleinen, runden Rücklichtern ähnlich sehen sollte. Nochmals wurde die Konstruktion verändert, damit sie den Vorstellungen von Jim Moran, einem großen Hudson-Händler in Chicago, Illinois, entsprach, der regelmäßig ca. 5 % der gesamten Hudson-Produktion verkaufte. Moran gefiel das Panorama-Rückfenster und die Dachlinie des 1952er Ford, und Barit verlangte ein vergleichbares Design für den Jet.

## 1953
Im Einführungsjahr war der Jet in zwei Ausstattungslinien – Standard und Super Jet – verfügbar, und zwar nur als 2- oder 4-türige Limousine. Entgegen dem schon etwas altbacken wirkenden „Step Down“-Design der großen Hudson-Modelle war der Jet als echter Stufenheckwagen entworfen. Der Wagen wurde von Hudsons L-Head-Reihensechszylindermotor mit 3,3 Litern Hubraum angetrieben, der 104 PS (76 kW) bei 4.000/min entwickelte. (Dieser wunderbar drehmomentstarke Motor wurde ursprünglich aus Hudsons 1947er „3x5“ 3,5 Liter – Sechszylinder entwickelt, der im Hub leicht zurückgenommen und für Druckschmierung ausgelegt wurde. Er war ein seitengesteuerter Motor zu einer Zeit, als der Rest der Industrie auf obengesteuerte Motoren setzte, und beförderte weiterhin Hudsons Image als Firma, die in der Vergangenheit verhaftet war.)
Die Grundausstattung umfasste eine Heizung, einbruchssichere Schlösser, drehbare Türklinken, Defrosterdüsen, eine Zweiklangfanfare, vollflächige Radabdeckungen, einen Aschenbecher und ein beleuchtetes Zündschloss. Heute gilt eine Heizung für den Fahrgastraum als selbstverständlich, aber 1953 verlangte Cadillac noch 199 US$ Aufpreis für diese Einrichtung.
Als der Jet jedoch eingeführt wurde, erreichte er nicht den guten Ruf des Ramblers, besonders wegen seines relativ hohen Preises und seines klobigen, zu hoch aufragenden Aussehens. Obwohl die großen Hudson-Modelle des Modelljahres 1953 noch auf dem „Step Down“-Design von 1948 beruhten, sahen sie schlanker als die kleineren, aber hochbordigen Jet-Modelle aus. Die Kunden bemängelten ebenfalls, dass der Jet nicht wie der Rambler auch als Kombi, Hardtop-Coupé und Cabriolet zu haben war, sondern nur als Limousine. Außerdem waren die Wagen – obwohl kompakt – teurer als die großen Limousinen von Chevrolet, Ford oder Plymouth.

### Der Teetassen-Test
Hudson ließ sich einige Marketingtricks einfallen, um die Kunden für den Jet zu interessieren, z. B. den „Teetassen-Test“. Der „Teetassen-Test“ benötigte besondere Sets aus Glaszylindern, Ventilen und Gummischläuchen, die die Hudson-Händler an die Testautos montierten. Der Glaszylinder wurde an der Innenseite der Beifahrertür befestigt, die Gummischläuche wurden mit dem Vergaser verbunden. Nun wurde eine Benzinmenge, die dem Inhalt einer Teetasse entsprach, in den Glaszylinder gefüllt und der Wagen vom Kaufinteressenten und dem Verkäufer gefahren, die während der Fahrt den Zylinder beobachteten, um zu sehen, wie weit ein Hudson Jet mit dieser kleinen Menge Treibstoff fahren konnte. Obwohl dies eine neue Idee war, gelang es mit dem Teetassen-Test nicht, die Interessenten von der Sparsamkeit des Jet zu überzeugen.

## 1954

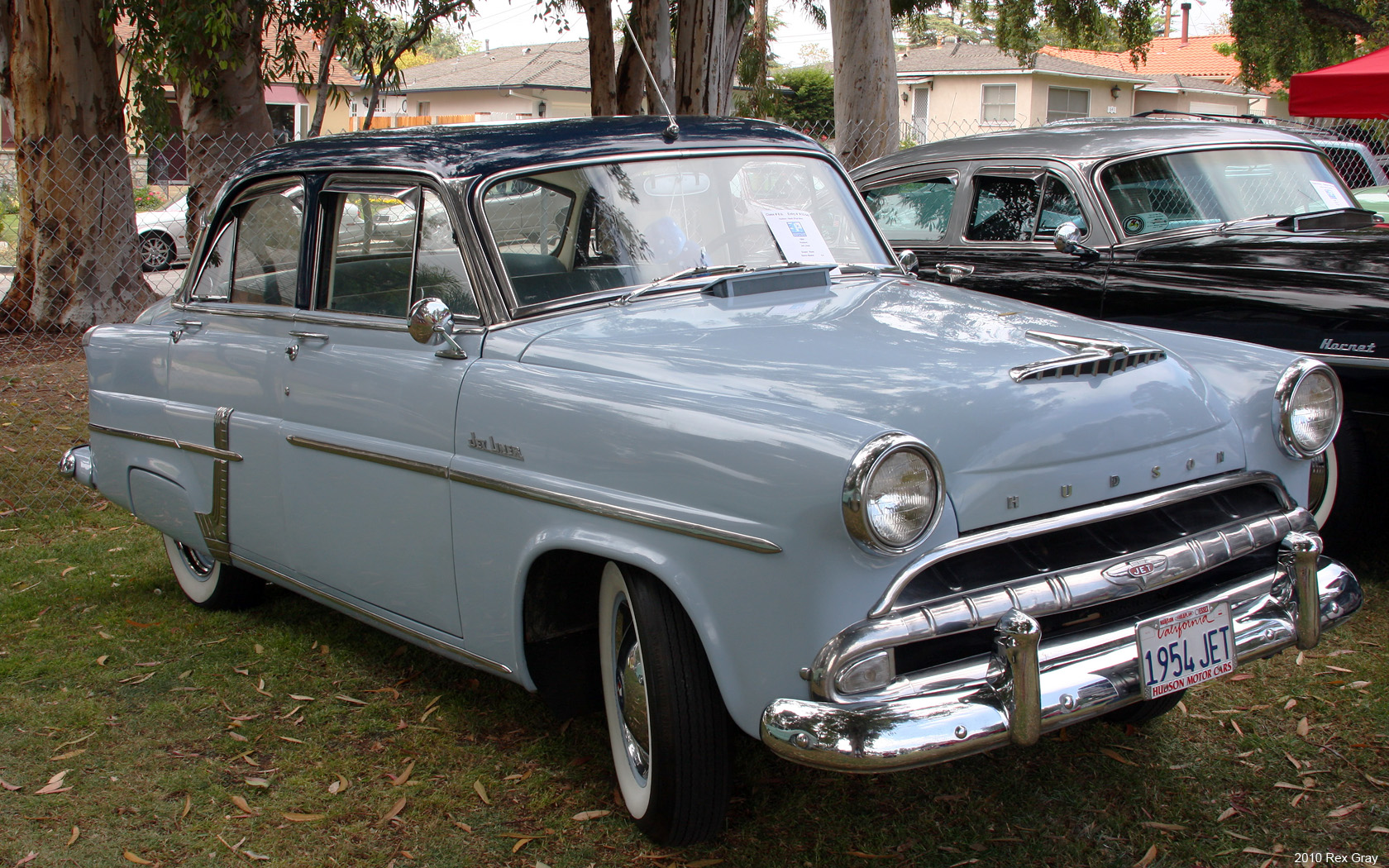
Hudson Jet Liner

Im Modelljahr 1954 wurde der Jet nur außen geringfügig überarbeitet. Ein Luxusmodell, der Jet-Liner, wurde eingeführt, womit die Modellreihe nun aus drei Ausführungen bestand, aber es gab keine neuen Karosserieausführungen.
Die Produktionszahlen in diesem Jahr sanken auf 14.224 Stück, nachdem auch die 21.143 Stück von 1953 keinen Anlass zur Freude gegeben hatten.
Nachdem nun keine Finanzmittel mehr zur Neukonstruktion der großen Hudson-Baureihe da waren, überzeugte Barit die Eigentümer, dass eine Fusion mit Nash-Kelvinator die beste Möglichkeit zur Sicherung des Aktienwertes wäre. Barit hoffte, dass der Jet die Fusion überleben würde, da die neue American Motors Corporation sich auf den Nischenmarkt der kleineren Wagen konzentrieren wollte.
Als die Fusion vollzogen war und Barit seinen Sitz in der AMC-Geschäftsleitung erhalten hatte, war 1954 das erste Hudson-Modell, dessen Produktion eingestellt wurde, der Jet. Darüber hinaus mussten Hudson-Händler nun mit Hudson-Firmenzeichen versehene Nash Rambler und Nash Metropolitan als Hudson-Produkte verkaufen.
Der Automobilhistoriker Richard M. Langworth nannte den Jet „das Auto, das Hudson torpediert hat“. Wenn auch der Effekt des Jet auf die Finanzen von Hudson gar nicht überschätzt werden kann (es war eine Katastrophe!), muss man doch zugeben, dass die Kräfte des Marktes, wie Stahlpreise und Arbeitskosten, die den Niedergang aller unabhängigen amerikanischen Automobilhersteller (Packard, Studebaker Corporation, Willys-Overland etc.) in den 1950er- und 1960er-Jahren verursachten, auch zu den Schwierigkeiten bei Hudson beitrugen. Schließlich aber haben Managementfehler, wie Fehleinschätzung des Marktes oder Nicht-Aktualisierung der Produktpalette auch ihren Anteil daran.